# 双阳河 (长春市)
双阳河，位于中华人民共和国吉林省长春市东部，是饮马河左岸支流。河名源自满语“苏瓦延”（满文：ᠰᡠᠸᠠᠶᠠᠨ，转写：suwayan），意为“黄色（浑浊）的河流”，历史上曾称酸河、刷烟河、苏完河、出万河等。发源于长春市双阳区太平镇将军岭西南罗泉背，向北流经太平镇、双阳水库、双阳城区、齐家镇，最后于二道区四家乡新光村以东石头口门水库库尾附近注入饮马河。全长94.8公里，河道平均比降0.6‰，流域面积1290平方公里。年均径流量1.12亿立方米。双阳河河道弯曲，河槽宽浅，河底为淤泥。上游呈扇形河网，从东、西、南三个方向向双阳区汇集，洪水汇流快，洪峰模数较大；中下游河谷开阔平坦，河道坡度较小，宣泄不畅，易发生洪涝灾害。